# 動産譲渡登記制度
動産譲渡登記（どうさんじょうととうき）とは、登記の一種であり、2005年（平成17年）10月1日に改正・施行された動産及び債権の譲渡の対抗要件に関する民法の特例等に関する法律に規定された。登記により、動産の譲渡を公示することで、動産譲渡の担保化を図ったもの。
民法の原則では、動産の公示方法は、引渡し（民法178条）だが、それを拡大した。在庫や仕掛品を担保に供し、融資を受けるのに活用することができる。